# Pau Brasil (kommun)
Pau Brasil är en kommun i Brasilien.   Den ligger i delstaten Bahia, i den östra delen av landet, 900 km öster om huvudstaden Brasília. Antalet invånare är 10 853.
Följande samhällen finns i Pau Brasil:
- Pau Brasil

Omgivningarna runt Pau Brasil är en mosaik av jordbruksmark och naturlig växtlighet. Runt Pau Brasil är det glesbefolkat, med 18 invånare per kvadratkilometer.